# Forte arabo di Stone Town

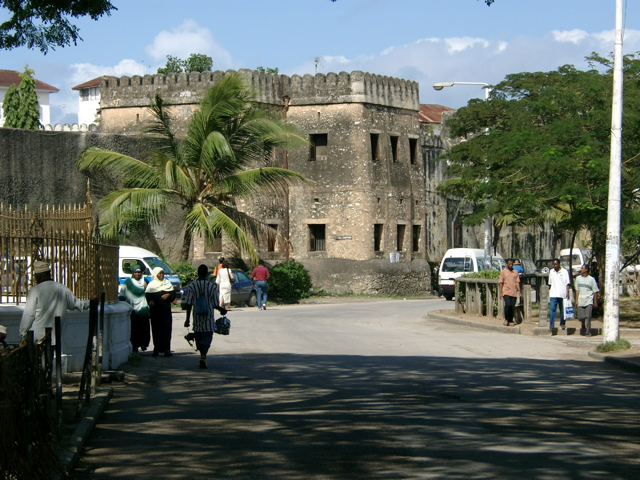
Il forte arabo di Stone Town

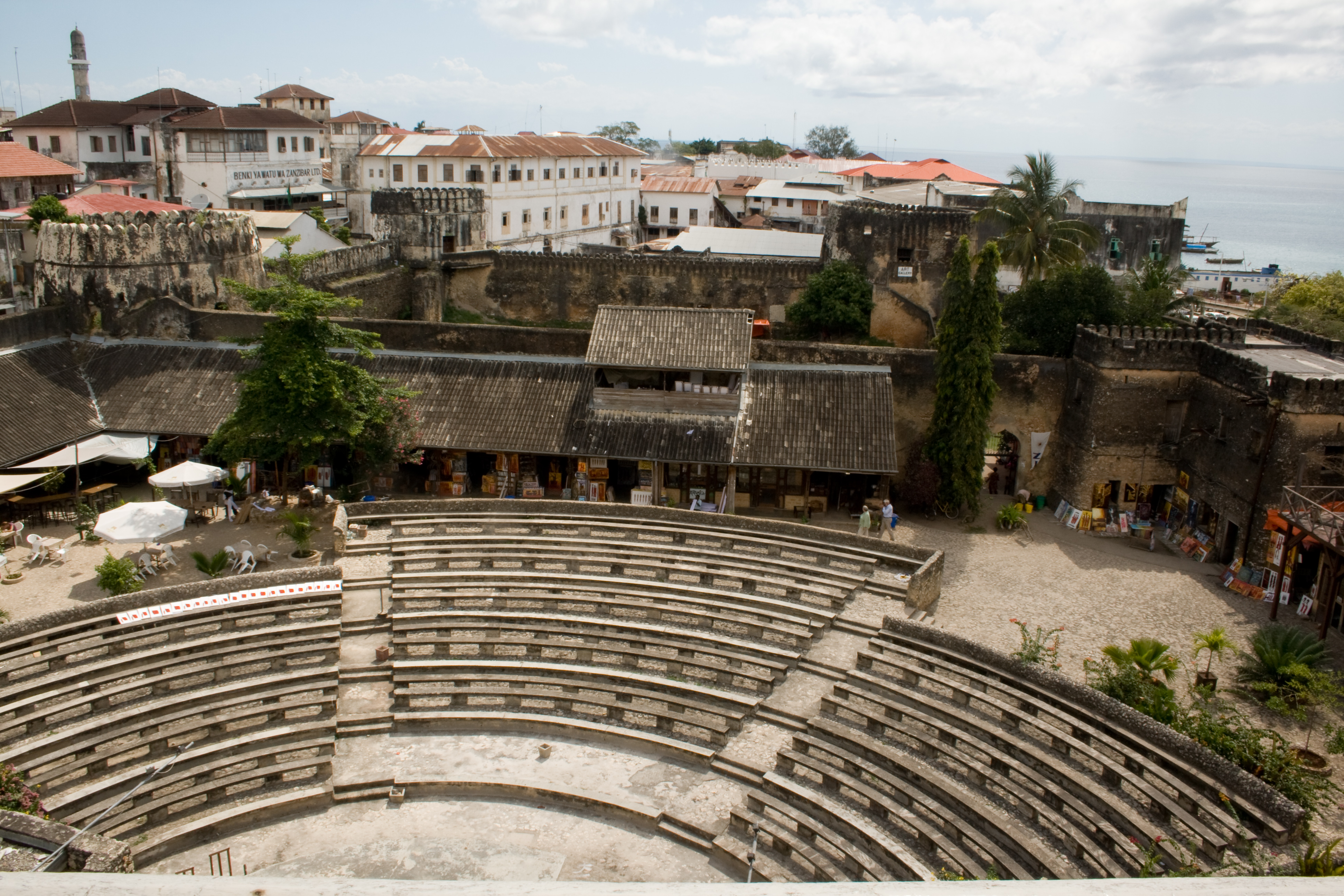
Il teatro all'aperto nel piazzale, fotografato dal Palazzo delle Meraviglie

Il forte arabo di Stone Town, detto anche Vecchio forte (Old Fort in inglese, Ngome kongwe in swahili), è una massiccia fortificazione in pietra che si trova nel centro di Stone Town, sull'isola di Unguja, la principale isola di Zanzibar. Il forte fu costruito alla fine del XVII secolo dagli arabi del sultanato di Oman, che all'epoca controllavano Zanzibar, per proteggere l'isola dagli attacchi dei portoghesi, a cui gli stessi omaniti avevano sottratto il controllo dell'Africa orientale. Quando il forte venne edificato, la città di Stone Town non era ancora stata fondata, e venne in seguito sviluppata proprio attorno al nucleo del forte. Per questo motivo il forte è oggi circondato di numerosi altri edifici storici di Zanzibar, quali il Palazzo delle Meraviglie e il Palazzo del Sultano.
Il forte svolse la funzione di struttura difensiva per cui era stato progettato almeno in una occasione, durante un tentativo di aggressione da parte dei portoghesi e dei loro alleati, gli omaniti della dinastia Mazrui, che erano rivali della famiglia regnante di Oman. In seguito il forte venne adibito a prigione e poi a caserma, e all'inizio del XX secolo fu usato come deposito del materiale usato per la costruzione della ferrovia fra Zanzibar e Bububu. 
La struttura è costituita da un quadrato di alte mura di pietra, marrone scuro, merlate, che proteggono un piazzale interno. Al suo interno si possono ancora osservare i ruderi di alcune strutture precedenti, in particolare una chiesa portoghese e un'altra fortificazione omanita dell'inizio del XVIII secolo. 
Oggi nella struttura si trovano diversi negozi che vendono artigianato locale (come i celebri batik tingatinga tanzaniani) e un centro culturale in cui si tengono corsi di tintura con l'henna, tamburo e cucina zanzibari; il piazzale è adibito a teatro all'aperto, e la sera vi si tengono spesso spettacoli di musica taarab e danze ngoma.